# Nadejda Smirnitskaïa
Nadejda Simeonovna Smiritskaïa, de son nom de mariage Kalioujnaïa (en russe : Надежда Симеоновна Смирницкая, Калюжная), née en 1852 dans le gouvernement de Kiev dans l'Empire russe et morte le 7 novembre 1889 dans le bagne de la Kara, est une révolutionnaire russe, membre de Narodnaïa volia.

## Biographie

### Enfance
Nadejda Simeonovna naît en 1852 dans la famille d'un prêtre.  En 1855, son père Symon Smyrnytskyi est torturé et tué lors de l'insurrection des Cosaques de Kiev (en), qui réclamaient l'abolition du servage.

### Activités politiques
De 1876 à 1879 elle participe aux activités des cercles narodniki de Kiev. En 1878, elle est en relation avec Ivan Ivitchevitch, tué en résistant par les armes aux autorités, et participe aux réunions dans lesquelles sont discutés différents projets terroristes, notamment le meurtre du gouverneur, le prince Dmitri Kropotkine (ru). Elle aide à cacher son assassin, le terroriste Grigori Goldenberg (ru).
En 1878, elle vit avec son mari Fiodor Iefimovitch Zentchenko dans la propriété « Le pont Kalinov », dans l'ouiezd de Pyriatyn, dans le gouvernement de Poltava. Elle est arrêtée en mai 1879 pour ses liens avec les Narodniki, notamment avec le cercle Pifiïnik, et envoyée en exil administratif à Solvytchegodsk, dans le gouvernement de Vologda.
En mars 1880, elle s'évade en compagnie de son second mari Ivan Kalioujny. Elle organise avec lui dans un appartement clandestin à Moscou un « bureau des passeports » de Narodnaïa volia, qui fournissait aux révolutionnaires des documents d'identité, des faux passeports, des certificats, etc. 

### Procès des 17 et condamnation au bagne

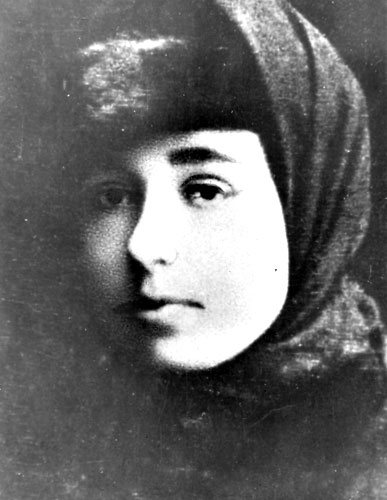
Nadejda Siguida.

En mars 1882, elle est à nouveau arrêtée. Elle est jugée à Saint-Pétersbourg du 28 mars au 5 avril 1883 dans le procès des 17 (ru), lors d'une session spéciale du Sénat gouvernemental, et condamnée avec Praskovia Ivanovskaïa (ru), Ivan Kalioujny, Iakov Stepanovich (ru) et d'autres à 15 ans de travaux forcés. Elle arrive avec son mari à Oust-Kara en 1884 et purge sa peine au bagne de la Kara.

#### Suicide
En signe de protestation contre les châtiments corporels infligée à Nadejda Siguida, elle se donne la mort avec Maria Kovalevskaïa et Maria Kalioujnaïa en ingérant une dose mortelle de morphine. Elle meurt le 7 novembre 1889 dans le bagne de la Kara.